# Phyllovates cingulata
Phyllovates cingulata es una especie de mantis de la familia Mantidae.

## Distribución geográfica
Se encuentra en Brasil, Guayana Francesa, Colombia,  México, Haití y Cuba.